# Françoise Dupuy
Pour les articles homonymes, voir Dupuy.
Françoise Dupuy, née Michaud le 6 février 1925 à Lyon et morte le 15 septembre 2022 à Paris, est une danseuse et chorégraphe française, qui s'est employée à faire connaître et aimer la danse contemporaine en France.

## Biographie
Françoise Dupuy,est née Michaud en 1925, à Lyon. Elle a 5 ans lorsqu’elle prend de premiers cours de danse classique à l’Opéra de Lyon. Elle suit des cours avec Helene Carlut et se forme à la technique dalcrozienne et à la  rythmique Jaques-Dalcroze. Elle s'intéresse aussi à la musique, étudiée avec César Geoffray, et à la peinture, avec Albert Gleizes. Elle découvre le plaisir du théâtre pendant la Seconde Guerre mondiale, et travaille avec Jean-Marie Serreau. En 1946, elle déménage à Paris, et y prolonge sa formation, entre danse et théâtre, avec le mime Étienne Decroux.
En 1946 toujours, elle commence un parcours professionnel artistique en intègrant à Paris la compagnie du chorégraphe allemand Jean Weidt. Elle y rencontre également son futur mari, Dominique Dupuy. Ensemble, ils vont s'employer à rendre la danse contemporaine plus populaire. En 1955, ils fondent les Ballets modernes de Paris et créent des spectacles,. En 1962, ils  fondent un festival à Baux-de-Provence, y programmant notamment des artistes américains, tel que Merce Cunningham. En 1969, elle lance avec Dominique Dupuy les Rencontres internationales de la danse contemporaine, et fonde aussi, avec Jacqueline Robinson, l’Institut de formation des rencontres internationales de la danse, où elle développe sa posture pédagogique, y formant une nouvelle génération de danseurs. En 1984, alors qu'un  débat est en cours sur l’enseignement artistique dans les écoles, mandatée par le ministère de la Culture, elle participe à la création d'un enseignement de la danse contemporaine et la création d'un diplôme d'État . Elle et son mari sont considérés comme des pionniers de la danse contemporaine en France.
Elle meurt à 97 ans dans son sommeil, à son domicile à Paris, dans la nuit du 14 au 15 septembre 2022.

## Ouvrages écrits
- Participation à l'ouvrage collectif L'éveil et l'initiation à la danse, 2017, éditions du Centre national de la danse.
- Une danse à l’œuvre, écrit avec Dominique Dupuy, 2001, éditions du Centre national de la danse.
- On ne danse jamais seul. Écrits sur la danse, 2012, éditions Ressouvenances.
- Deux à danser écrit avec Dominique Dupuy
- Album, écrit avec Dominique Dupuy, 2017